# Aleiodes axaceei
Aleiodes axaceei – gatunek błonkówki z rodziny męczelkowatych.

## Taksonomia
Gatunek został opisany w roku 2009 przez Josepha C. Fortiera. Holotyp został odłowiony 14 lipca 1964 ok. 10 km na wsch. od miasta Durango w Meksyku przez W.R.M. Masona. Mniej więcej w tym samym rejonie i w tym samym czasie schwytano również trzy paratypy (dwie samice i jednego samca). Epitet gatunkowy honoruje plemię Axacee zamieszkujące niegdyś okolice w których odkryto ten gatunek.

## Zasięg występowania
Znany jedynie z lokalizacji typowej w stanie Durango w Meksyku.

## Budowa ciała
Samica.
Długość ciała wynosi 4,1 – 4,3 mm, zaś rozpiętości przednich skrzydeł 3,5 – 3,7 mm. Przyoczka średnie, odległość przyoczka bocznego od oka jest nieco mniejsza do nieco większej od jego średnicy. Pole malarne o długości równej bądź nieco większej niż szerokość podstawy żuwaczek i mniejszej niż połowa średnicy oka. Wgłębienie gębowe małe, okrągłe, o wysokości równej bądź nieco mniejszej od wysokości nadustka i szerokości nieco mniejszej od szerokości podstawy żuwaczek. Żeberko potyliczne ledwie kompletne na ciemieniu. Twarz skórzasta. Przednia część przedtułowia przedzielony po bokach poprzeczną bruzdą o nierównej powierzchni; sam przedtułów świecący, płytko bruzdkowany grzbietowo-bocznie. Tarcza śródplecza skórzasta. Notaulix głęboko wklęsłe, gładkie bądź lekko nierówne. Mezopleuron skórzasty i żeberkowany, z centralną tarczką  nieznacznie punktowaną na przednim brzegu i grudkowany poniżej bruzdy podskrzydłowej;  bruzda przedbiodrowa wyraźna. Pozatułów płytko bruzdkowany, pokryty długimi, białymi włoskami, żeberko środkowe kompletne. Pierwszy i drugi tergity metasomy bruzdkowane, trzeci grudkowany, czwarty gęsto grudkowano-siatkowany, pokrywający wszystkie pozostałe tergity. Pazurki stopy o długości większej niż połowa średnicy końca ostatniego tarsomeru, pozbawione gęstej szczeciny. Górna strona bioder tylnych nóg płytko grudowano-skórzasta, pokryta długimi włoskami. W przednim skrzydle żyłka r o długości 0,7żyłki 3RSa, żyłka 1CUa ma długość 0,3 żyłki 1CUb. W tylnym skrzydle żyłka RS lekko falista, żyłka 1r-m ma 0,6 długości żyłki 1M, zaś 1M 0,6 długości żyłki M+CU. Żyłka m-cu nieznacznie pigmentowana bądź niepigmentowana, o długości 0,6 żyłki 1r-m.
Głowa i mezosoma żółtopomarańczowe z wyjątkiem czarnej plamki między przoczkami, czułków i, zazwyczaj, żuwaczek – te ostatnie w 20% przypadków są żółte. Pierwsze dwa tergity metasomy żółtopomarańczowe (pierwszy tergit czasami z czarnymi plamkami), zaś trzeci i czwarty – czarne. Nogi czarne z wyjątkiem żółtych środkowych i tylnych (rzadko również przednich) bioder. Skrzydła szkliste, pterostygma i użyłkowanie przednich skrzydeł brązowe z wyjątkiem bladożółtej bazalnej części żyłek M+CU i 1A; użyłkowanie tylnych skrzydeł bladożółte z wyjątkiem brązowej żyłki R-1.
Samiec różni się od samicy częściowo czarną tarczką śródpelcza (u samicy jest ona całkowicie żółtopomarańczowa),  czarnymi prpleuronem i mezoipleuronem, czarnym pozatułowiem (u samicy jest on żółtopmoarańczowy bądź dwukolorowy), w większości czarnym, żółtym tylko na wierzchołku, pierwszym tergitem metasomy oraz wyraźniejszym rzeźbieniem całej metasomy.

## Biologia i ekologia
Biologia i żywiciele nie są znane.